# Odontites pratensis
Odontites pratensis là loài thực vật có hoa thuộc họ Cỏ chổi. Loài này được Borbás mô tả khoa học đầu tiên.